# Ceremhovo
Ceremhovo (ru. Черемхово) este un oraș din Regiunea Irkutsk, Federația Rusă și are o populație de 60.107 locuitori.